# Centre académique des sports Mount Cameroun
 (mai 2016).
Si vous disposez d'ouvrages ou d'articles de référence ou si vous connaissez des sites web de qualité traitant du thème abordé ici, merci de compléter l'article en donnant les références utiles à sa vérifiabilité et en les liant à la section « Notes et références ».
Le Centre académique des sports Mount Cameroun est un complexe multi-sportif fondé en 2000 par l’Honorable Phd Calvin Foinding qui a pour but de former les jeunes joueurs du Mont Cameroun FC, club de football professionnel situé à Buéa en leur fournissant une structure d'hébergement, un accompagnement scolaire et un programme de formation sportive.